# Giuseppe Baldrighi
Giuseppe Baldrighi, né en 1722 à Stradella près de Pavie, mort en 1803 à Parme,  est un peintre italien baroque (rococo) et du début du néoclassique, actif au XVIIIe siècle.

## Biographie
Giuseppe Baldrighi (1722-1803) était un peintre italien de la fin de la période rococo et du début de la période néoclassique.
Né à Stradella, il s'est formé à Naples auprès d'un peintre inconnu.
En 1750, il a été recruté par Guillaume Du Tillot, ministre de Philippe de Bourbon, à l'Académie Clementina de Bologne en raison de son habileté à peindre des miniatures, et est envoyé étudier à Paris à  (1752 - 1756). Il y a rencontré Boucher, La Tour, Liotard, Duplessis, et Desportes, et devient connu pour ses aquarelles et portraits.
En 1756, il devient professeur de l' Accademia Reale et peintre à la cour de Parme. Il  peint de nombreux portraits de membres de la famille ducale comme La Famille de Philippe de Bourbon, vers 1760 (Galerie nationale de Parme).
Il est mort à Parme en 1803. Sa fille Costanza, également peintre, était l'épouse du peintre parmesan Biagio Martini.

## Œuvres

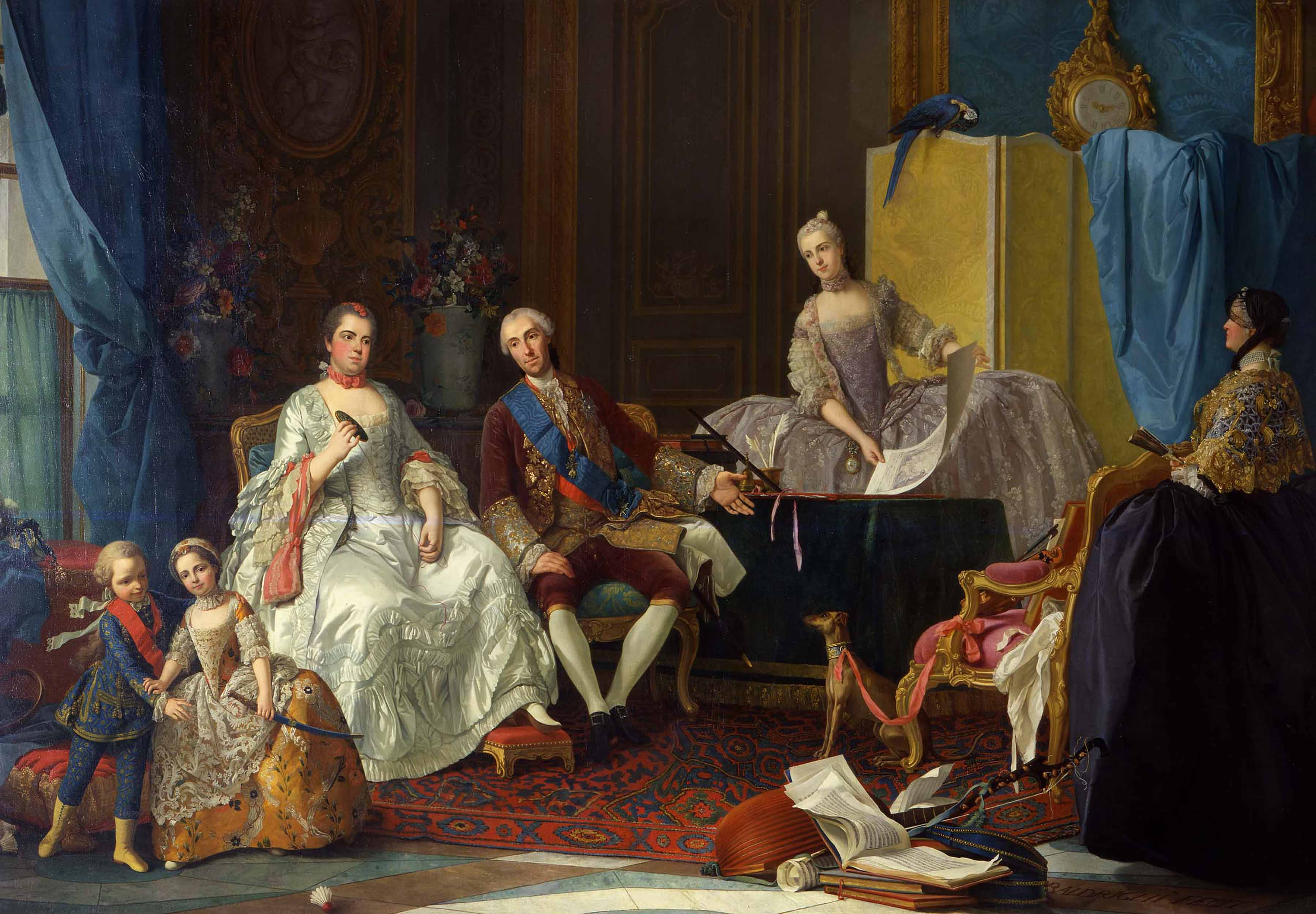
Don Philippe de Bourbon et sa famille, (1757-1758)
Galerie nationale de Parme

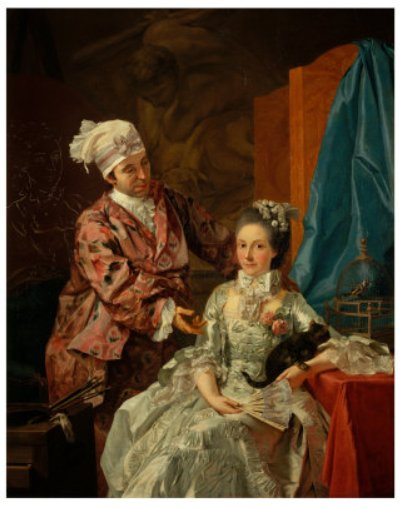
L'Artiste avec sa femme
après 1756
Galerie nationale de Parme

Il fait vivre ses personnages dans une atmosphère intime et sereine.
- Triomphe de la Foi (1777), chapelle de Colorno
- Portrait de la duchesse Louise Elizabeth, Musée Lombardi à Parme
- Portrait du Duc Philippe de Bourbon, Musée Lombardi, Parme[2]
- Portrait de Jacopo Sanvitale en robe pastorale, Rocca Sanvitale[3], Fontanellato.
- Portrait de la Charité romaine (1757), huile sur toile, 166 × 132 cm, Musée des Beaux-Arts d'Angers[4]
- L'Artiste avec sa femme, autoportrait (après 1756), Galerie nationale de Parme[1]
- Don Philippe de Bourbon et sa famille (1757-1758), huile sur toile, 285 × 415 cm, Galerie nationale de Parme[5]